# Karla Cheatham-Mosley
Pour les articles homonymes, voir Cheatham et Mosley.
Karla Cheatham-Mosley est une actrice américaine née le 27 août 1981 aux États-Unis. Elle se fait appeler Karla Mosley, notamment dans le soap Amour, gloire & beauté. Le 18 mars 2015 (épisode 7038), il est révélé que son personnage - qu'elle interprète depuis 2013 dans le feuilleton - est en réalité trans. Il s'agit également du premier personnage trans de l'histoire de la télévision américaine à s'être marié.

## Biographie
L'actrice est née dans l'état de New York. Elle est diplômée de l'université de New York et de l'école Tisch school of the arts, où elle sort avec les honneurs. Elle continue ses études en France à l'institut vocal Roy Hart. En 2003, elle rejoint Hi-5, mais quitte le groupe en 2006. En 2013, elle rejoint le casting d'Amour Gloire & Beauté où elle retrouve Lawrence Saint-Victor avec qui elle avait joué sa femme Christina Moore Boudreau dans le soap Haine et Passion. À son arrivée dans Amour Gloire et Beauté, le producteur Bradley Bell lui confie la web-série Room 8 où elle partage la vedette avec Lawrence Saint-Victor. Cette web-série, qui existe réellement, fait aussi partie de l'intrigue du feuilleton. 

## Filmographie

### Cinéma
- 2005 : For Love of the Film : Princess Leia
- 2008 : Burn After Reading : Party Guest #2
- 2009 : Red Hook : Paula

### Télévision
- 2003 : Hi-5 : Karla / Chatterbox
- 2007 : Les As du braquage : Page #2
- 2008 : Gossip Girl : Serveuse
- 2008 : New York, section criminelle (Law & Order: Criminal Intent) : Temp
- 2008 : Haine et Passion (The Guiding Light) : Christina Moore
- 2013-2019 : Amour, gloire et beauté (The bold and the beautiful): Maya Avant.
- 2014 : Hart of Dixie : Elodie
- 2021 : Les Feux de l'amour : Amanda Sinclair

- depuis 2025 : Beyond the Gates : Dani Dupree[1]